# 陳休先
陳休先（ちん きゅうせん、生没年不詳）は、南朝陳の武帝陳霸先の同母弟。南康忠壮王。

## 経歴
陳文賛の子として生まれた。梁の簡文帝が皇太子として東宮にあったとき、その知遇をえた。太清年間、1000人あまりを召募し、文徳主帥に任じられた。ほどなく死去した。
子に陳曇朗があった。

## 没後の事情
太平2年（557年）1月、侍中・使持節・驃騎将軍・南徐州刺史の位を追贈され、武康県公に追封された。同年（永定元年）10月、陳が建国されると、侍中・車騎大将軍・司徒の位を追贈され、南康郡王に追封された。諡は忠壮といった。陳霸先は休先について「この弟がもし生きていれば、河洛を平定するのは取るに足らないことであるのに」と述べた。

## 伝記資料
- 『陳書』巻14 列伝第8
- 『南史』巻65 列伝第55